# Mastrus autumnalis
Mastrus autumnalis är en stekelart som först beskrevs av Léon Abel Provancher 1882.  Mastrus autumnalis ingår i släktet Mastrus och familjen brokparasitsteklar. Inga underarter finns listade i Catalogue of Life.